# Чепкас-Ильметьево
Чепкас-Ильметьево — село в Дрожжановском районе Республики Татарстан, в составе Звездинского сельского поселения.

## География
Село находится на границе с Чувашской Республикой, на реке Чепкасы, в 26 километрах к северо-востоку от села Старое Дрожжаное.

## История
Село известно с 1667 года как деревня Чаткас, по одной из версий, основано в период Казанского ханства.
С 1720-х годов жители относились к категории государственных крестьян, выполняли лашманскую повинность, в 1835-60-х годах находились в подчинении Удельного ведомства. Занимались земледелием, разведением скота.
В «Списке населенных мест по сведениям 1859 года», изданном в 1863 году, населённый пункт упомянут как лашманская деревня Верхние Чепкасы (Ильметево) 2-го стана Буинского уезда Симбирской губернии. Располагалась на правом берегу речки Чепкаса, по левую сторону коммерческого тракта из Буинска в Алатырь, в 36 верстах от уездного города Буинска и в 24 верстах от становой квартиры в удельной деревне Шихарданы. В деревне в 47 дворах жили 447 человек (232 мужчины и 215 женщин). Была мечеть.
В начале XX века здесь функционировали мечеть, медресе, 2 торгово-промышленных заведения. В этот период земельный надел сельской общины составлял 1562 десятины.
В 1931 году в селе организован колхоз «Трактор», с 2015 года земли колхоза находятся в распоряжении ООО «Агрофирма им. П.В.Дементьева».
До 1920 года село входило в Энтугановскую волость Буинского уезда Симбирской губернии. С 1920 года в составе Буинского кантона ТАССР. С 10 августа 1930 года в Дрожжановском, с 1 февраля 1963 года в Буинском, с 30 декабря 1966 года в Дрожжановском районах.

## Население
| 1859 | 1897  | 1913  | 1920  | 1926  | 1938  | 1949  | 1958  | 1970  | 1979  | 1989  | 2002  | 2010  | 2020  |
| ---- | ----- | ----- | ----- | ----- | ----- | ----- | ----- | ----- | ----- | ----- | ----- | ----- | ----- |
| 447  | 739 ↗ | 848 ↗ | 908 ↗ | 803 ↘ | 736 ↘ | 600 ↘ | 556 ↘ | 577 ↗ | 458 ↘ | 335 ↘ | 327 ↘ | 296 ↘ | 211 ↘ |

Национальный состав села - татары.

## Экономика
Основное занятие населения – мясо-молочное скотоводство.

## Социальная инфраструктура
Начальная школа, дом культуры, библиотека, фельдшерско-акушерский пункт.

## Религиозные объекты
Мечеть.